# Blapstinus substriatus
Blapstinus substriatus es una especie de escarabajo del género Blapstinus, familia Tenebrionidae, orden Coleoptera. Fue descrita científicamente por Champion en 1885.
La especie se mantiene activa durante los meses de marzo, abril, mayo, junio, julio, agosto, septiembre, octubre, noviembre y diciembre.

## Descripción
El cuerpo mide aproximadamente 5 milímetros de longitud.

## Distribución
Se distribuye por Estados Unidos, Canadá y México.